# C'est arrivé près de chez vous
C'est arrivé près de chez vous (vertaling: Het is dicht bij u gebeurd) (in het Engels: Man Bites Dog - vertaling: Man bijt hond) is een Belgische mockumentary uit 1992, in zwart-wit opgenomen en met Benoît Poelvoorde in de hoofdrol.
De film, een satire op de media, is internationaal uitgegroeid tot een cultfilm.

## Verhaal
Het - fictieve - verhaal verloopt als volgt: een groep journalisten/cineasten maakt een documentaire over het gaan en staan van seriemoordenaar Ben, gespeeld door Poelvoorde. Alhoewel de filmmakers in het begin nog objectief hierover kunnen berichten, worden ze uiteindelijk meegesleept in het geweld van Ben.

## Rolverdeling
| Acteur            | Personage |
| ----------------- | --------- |
| Benoît Poelvoorde | Ben       |
| Valérie Parent    | Valerie   |
| Rémy Belvaux      | Remy      |
| André Bonzel      | Andre     |
| Jean-Marc Chenut  | Patrick   |
| Alain Oppezzi     | Franco    |
| Vincent Tavier    | Vincent   |

## Prijzen
"C'est arrivé près de chez vous" heeft op verscheidene filmfestivals diverse prijzen in de wacht gesleept zoals die van het filmfestival van Cannes in 1992.